# Espurio Furio Fuso
Espurio Furio Fuso  fue un político y militar romano del siglo V a. C. perteneciente a la gens Furia.

## Familia
Furio fue miembro de los Furios Fusos, una rama familiar patricia de la gens Furia, y probablemente padre de los consulares Publio Furio Medulino Fuso y Espurio Furio Medulino Fuso.

## Carrera pública
Obtuvo el consulado en el año 481 a. C. con Cesón Fabio Vibulano. El Senado le encargó la guerra contra los ecuos que estaban atacando la ciudad latina de Ortona, aunque antes se tuvo que hacer frente al obstrucionismo de Espurio Licinio que impedía hacer las levas. Según Tito Livio, no hizo nada memorable. Dionisio de Halicarnaso en cambio dice que condujo su ejército sin oposición y lo trajo de regreso a Roma indemne; y que consiguió un gran botín y muchos esclavos. Como repartió aquel entre los soldados, acrecentó más el favor que le dispensaba el pueblo romano.